# Rahamim Talbi
Rahamin Talbi (héberül: רחמים טלבי; Vidin, 1943. május 17. –)  izraeli  válogatott labdarúgó.

## Pályafutása

### Klubcsapatban
1962 és 1976 között a Makkabi Tel-Aviv játékosa volt. 

### A válogatottban
1965 és 1973 között 32 alkalommal szerepelt az izraeli válogatottban és 4 gólt szerzett. Részt vett az 1968. évi nyári olimpiai játékokon és az 1970-es világbajnokságon.

## Sikerei
Makkabi Tel-Aviv
- Izraeli bajnok (3): 1966–68, 1969–70, 1971–72
- Izraeli kupa (4): 1963–64, 1964–65, 1966–67, 1969–70
- Izraeli szuperkupa (2): 1965, 1968
- Ázsiai klubbajnokság (1): 1967

Makkabi Netánjá
- Izraeli bajnok (2): 1968–69, 1970–71

## Külső hivatkozások
- Rahamim Talbi adatlapja a National-Football-Teams.com oldalon (angolul)

- Rahamin Talbi. FootballDatabase.eu